# Takeover – Voll Vertauscht
Takeover – Voll Vertauscht ist eine deutsche Komödie aus dem Jahr 2020 unter Regie von Florian Ross mit den Lochmann-Brüdern in den Hauptrollen, die eine Variation des Romans Das doppelte Lottchen erzählt.

## Handlung
Zufällig begegnen sich die beiden Jungs Danny und Ludwig in einem Freizeitpark und stellen fest, dass sie nahezu identisch aussehen und auch noch gleich alt sind. Natürlich lässt auch die erste Verwechslung nicht lange auf sich warten und diese bringt die Jungs auf die Idee, ihre Rollen zu tauschen. Doch auch wenn sie oberflächlich gleich wirken, unterscheiden sich ihre Familien. Während Dannys Familie gerade genug Geld zum Leben hat, stammt Ludwig aus einer Familie, in der Geld nie eine Rolle gespielt hatte, da immer mehr als genug davon da war. Dannys Familie ist geprägt von Familienzusammenhalt, für Ludwig interessieren sich seine Eltern dagegen nur selten.
Ludwig erfährt also endlich, was es heißt, in einer liebevollen Umgebung aufzuwachsen, während Danny das Leben in Luxus und Reichtum genießt. Doch Dannys Pflegeschwester Lilly bemerkt, dass mit ihrem Bruder etwas nicht stimmt. Auch wenn sie anfangs noch Körperfresser aus dem All als Ursache vermutete, kommt sie irgendwann dahinter, was die beiden Jungs gemacht haben.

## Hintergrund
Takeover – Voll Vertauscht ist eine Produktion von Pantaleon Films in Koproduktion mit Mack Media. Gedreht wurde im Europa-Park in Rust vom 9. Mai bis 7. Juni 2019, sowie in Offenburg und Lahr.
Deutscher Kinostart war ursprünglich am 9. April 2020 geplant, musste dann aber aufgrund der COVID-19-Pandemie auf den 2. Juli 2020 verschoben werden. Den Vertrieb in Deutschland übernimmt der Filmverleih Warner Bros. Pictures Germany. Kinostart in Österreich war ebenfalls am 2. Juli, in der deutschsprachigen Schweiz startete der Film am 16. Juli in den Kinos.
Der Film ist, nach Bruder vor Luder im Jahr 2015, die zweite Filmproduktion mit den Lochmann-Brüdern in Hauptrollen und das Kinodebüt von Thore Schölermann.
Gefördert wurde die Produktion von den Deutschen Filmförderfonds und den FilmFernsehFonds Bayern.

## Rezeption
Insgesamt erreichte Takeover – Voll Vertauscht eher durchschnittliche Kritiken. So schrieb Christoph Petersen, dass Regisseur und Drehbuchautor letztlich nur Das doppelte Lottchen etwas modernisiert haben, und schon nach fünf Minuten absehbar wäre, wie der Film ende. Sofia Glasl vom Filmdienst stellt auch fest, dass der Film altbekannten Mustern folge, und kritisiert den massiven Einsatz von Productplacement im Film, angefangen beim Handlungsort. Nordbuzz schreibt, Haupt- und Nebendarsteller „machen aus der verbrauchten Story eine turbulente Coming-of-Age-Verwechslungskomödie, die nicht nur Fans der Lochis gefallen könnte.“

## Einspielergebnis
Am zweiten Wochenende in den deutschen Kinos erreichte Takeover – Voll Vertauscht Platz 4 der Einspielergebnisse mit 19.500 Zuschauern und einem Umsatz von 140.000 Euro. Am übernächsten Wochenende belegte der Film Platz 5 mit 13.000 verkauften Tickets.